# Часова петля (фільм)
Часова петля (Los cronocrímenes) — іспанський науково-фантастичний трилер 2007 року, сценарист і режисер Начо Вігалондо.

## Про фільм
Звичайний чоловік Ектор випадково потрапляє в машину часу і повертається у минуле майже на годину — він знаходить лабораторію.
Знайти себе буде першою подією із серії катастроф з непередбачуваними наслідками. Зробивши мимовільний стрибок у минуле, він запускає ланцюжок подій, що призводить до несподіваних та небезпечних наслідків.
Ектор має справитися зі своїми копіями і спробувати не дати катастрофі, що розгортається, досягти непоправних масштабів.

## Знімались
| Актор             | Роль      |
| ----------------- | --------- |
| Карра Елехальде   | Гектор    |
| Кандела Фернандес | Клара     |
| Барбара Ґоенаґа   | дівчина   |
| Начо Вігалондо    | Ель Ховен |